# Solanum erianthum
Solanum erianthum är en potatisväxtart som beskrevs av David Don. Solanum erianthum ingår i släktet skattor som ingår i familjen potatisväxter. Inga underarter finns listade i Catalogue of Life.

## Bildgalleri

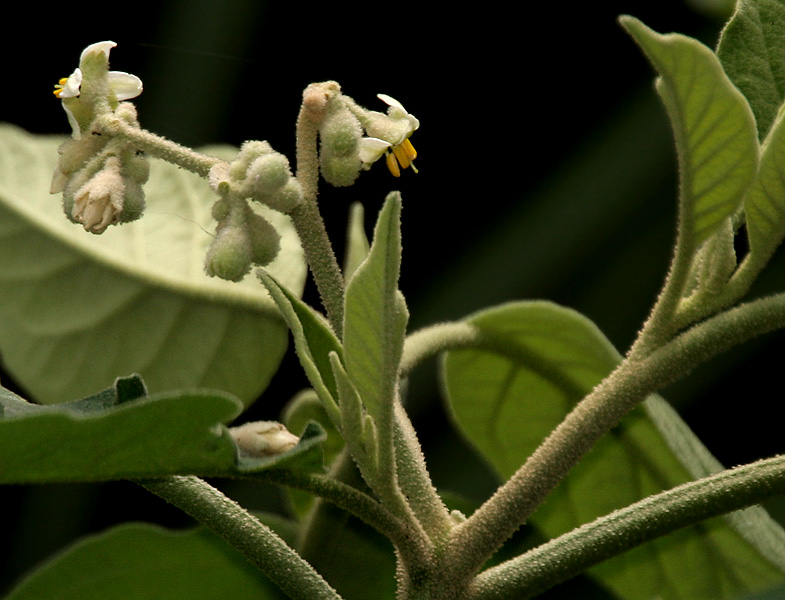